# Balázs Taróczy
Balázs Taróczy (* 9. Mai 1954 in Budapest) ist ein ehemaliger ungarischer Tennisspieler.

## Karriere
Taróczys höchste Einzelplatzierung in der Tennisweltrangliste war Rang 12. Er konnte in seiner Karriere 13 Turniere gewinnen – alle auf Sandbelag. Er ist Rekordsieger des ATP-Turniers in Amersfoort, wo er sechsmal gewinnen konnte, davon fünfmal in Folge.
Seine größeren Erfolge feierte er jedoch im Doppel. Er gewann insgesamt 26 Titel, darunter die French Open 1982, Wimbledon 1985 sowie 1982, 1983 und 1986 das Doppel Masters (jeweils mit Heinz Günthardt), die späteren ATP Finals. Im Jahr 1985 erreichte er den 3. Platz in der Doppel-Weltrangliste.
Er spielte 14 Jahre für die ungarische Davis-Cup-Mannschaft und ist der ungarische Rekordhalter in Einzel- und Doppelsiegen. Insgesamt spielte er 95-mal für Ungarn und gewann davon 76-mal.
1989 und 1990 war er Trainer von Goran Ivanišević, mit dem er auch einige Doppel auf der ATP Tour bestritt.

## Erfolge
| Legende                   |
| Grand Slam (2)            |
| Masters Doubles WCT (3)   |
| ATP Masters Series        |
| Grand Prix (34)           |
| ATP Challenger Series (1) |

| ATP-Titel nach Belag |
| Hartplatz (3)        |
| Sand (30)            |
| Rasen (1)            |
| Teppich (5)          |

### Einzel

#### Turniersiege
| Nr. | Datum              | Turnier       | Belag | Finalgegner     | Ergebnis                |
| --- | ------------------ | ------------- | ----- | --------------- | ----------------------- |
| 1.  | 21. Juli 1974      | Kitzbühel     | Sand  | Onny Parun      | 6:1, 6:4, 6:4           |
| 2.  | 18. Juli 1976      | Hilversum (1) | Sand  | Ricardo Cano    | 6:7, 2:6, 6:1, 6:3, 6:4 |
| 3.  | 30. Juli 1978      | Hilversum (2) | Sand  | Tom Okker       | 2:6, 6:1, 6:2, 6:4      |
| 4.  | 15. Oktober 1978   | Barcelona     | Sand  | Ilie Năstase    | 1:6, 7:5, 4:6, 6:3, 6:4 |
| 5.  | 17. Juni 1979      | Brüssel       | Sand  | Ivan Lendl      | 6:1, 1:6, 6:3           |
| 6.  | 29. Juli 1979      | Hilversum (3) | Sand  | Tomáš Šmíd      | 6:2, 6:2, 6:1           |
| 7.  | 20. Juli 1980      | Båstad        | Sand  | Tony Giammalva  | 6:3, 3:6, 7:6           |
| 8.  | 27. Juli 1980      | Hilversum (4) | Sand  | Haroon Ismail   | 6:3, 6:2, 6:1           |
| 9.  | 28. September 1980 | Genf          | Sand  | Adriano Panatta | 6:3, 6:2                |
| 10. | 26. Juli 1981      | Hilversum (5) | Sand  | Heinz Günthardt | 6:3, 6:7, 6:4           |
| 11. | 25. Oktober 1981   | Tokio         | Sand  | Eliot Teltscher | 6:3, 1:6, 7:6           |
| 12. | 4. April 1982      | Nizza         | Sand  | Yannick Noah    | 6:2, 3:6, 13:11         |
| 13. | 25. Juli 1982      | Hilversum (6) | Sand  | Buster Mottram  | 7:6, 6:7, 6:3, 7:6      |

#### Finalteilnahmen
| Nr. | Datum            | Turnier      | Belag         | Finalgegner        | Ergebnis           |
| --- | ---------------- | ------------ | ------------- | ------------------ | ------------------ |
| 1.  | 10. Juli 1977    | Båstad (1)   | Sand          | Corrado Barazzutti | 6:7, 7:6, 2:6      |
| 2.  | 29. Oktober 1978 | Wien         | Hartplatz (i) | Stan Smith         | 6:4, 6:7, 6:7, 3:6 |
| 3.  | 22. Juli 1979    | Båstad (2)   | Sand          | Björn Borg         | 1:6, 5:7           |
| 4.  | 15. Juni 1980    | Brüssel      | Sand          | Peter McNamara     | 6:7, 3:6, 0:6      |
| 5.  | 26. April 1981   | Bournemouth  | Sand          | Víctor Pecci       | 3:6, 4:6           |
| 6.  | 24. Juli 1983    | Hilversum    | Sand          | Tomáš Šmíd         | 4:6, 4:6           |
| 7.  | 12. August 1984  | Indianapolis | Sand          | Andrés Gómez       | 0:6, 6:7           |

### Doppel

#### Turniersiege

##### ATP Tour
| Nr. | Datum              | Turnier                             | Belag         | Doppelpartner    | Finalgegner                        | Ergebnis                |
| --- | ------------------ | ----------------------------------- | ------------- | ---------------- | ---------------------------------- | ----------------------- |
| 1.  | 1. Mai 1977        | München (1)                         | Sand          | František Pála   | Nikola Špear John Whitlinger       | 6:3, 6:4                |
| 2.  | 30. Juli 1978      | Hilversum (1)                       | Sand          | Tom Okker        | Bob Carmichael Mark Edmondson      | 7:6, 4:6, 7:5           |
| 3.  | 27. August 1978    | Boston                              | Sand          | Víctor Pecci     | Heinz Günthardt Van Winitsky       | 6:3, 3:6, 6:1           |
| 4.  | 29. Oktober 1978   | Wien (1)                            | Hartplatz (i) | Víctor Pecci     | Bob Hewitt Frew McMillan           | 6:3, 6:7, 6:4           |
| 5.  | 29. Juli 1979      | Hilversum (2)                       | Sand          | Tom Okker        | Jan Kodeš Tomáš Šmíd               | 6:1, 6:3                |
| 6.  | 27. Juli 1980      | Hilversum (3)                       | Sand          | Tom Okker        | Tony Giammalva Buster Mottram      | 7:5, 6:3, 7:6           |
| 7.  | 28. September 1980 | Genf (1)                            | Sand          | Víctor Pecci     | Heinz Günthardt Markus Günthardt   | 6:4, 4:6, 6:4           |
| 8.  | 23. November 1980  | Bologna                             | Teppich (i)   | Butch Walts      | Steve Denton Paul McNamee          | 2:6, 6:3, 6:0           |
| 9.  | 15. März 1981      | Kairo                               | Sand          | Ismail El Shafei | Paolo Bertolucci Gianni Ocleppo    | 2:6, 6:3, 6:0           |
| 10. | 19. April 1981     | Monte Carlo                         | Sand          | Heinz Günthardt  | Pavel Složil Tomáš Šmíd            | 6:3, 6:3                |
| 11. | 7. Juni 1981       | French Open                         | Sand          | Heinz Günthardt  | Terry Moor Eliot Teltscher         | 6:2, 7:6, 6:3           |
| 12. | 26. Juli 1981      | Hilversum (4)                       | Sand          | Heinz Günthardt  | Raymond Moore Andrew Pattison      | 6:0, 6:2                |
| 13. | 27. September 1981 | Genf (2)                            | Sand          | Heinz Günthardt  | Pavel Složil Tomáš Šmíd            | 6:4, 3:6, 6:2           |
| 14. | 25. Oktober 1981   | Tokio                               | Sand          | Heinz Günthardt  | Larry Stefanki Robert Van’t Hof    | 3:6, 6:2, 6:1           |
| 15. | 10. Januar 1982    | WCT Doubles Finals (Birmingham) (1) | Teppich (i)   | Heinz Günthardt  | Kevin Curren Steve Denton          | 6:7, 6:3, 7:5, 6:4      |
| 16. | 23. Mai 1982       | Rom                                 | Sand          | Heinz Günthardt  | Wojciech Fibak John Fitzgerald     | 6:4, 4:6, 6:3           |
| 17. | 9. Januar 1983     | WCT Doubles Finals (London) (2)     | Teppich (i)   | Heinz Günthardt  | Brian Gottfried Raúl Ramírez       | 6:3, 7:5, 7:6           |
| 18. | 13. März 1983      | Brüssel                             | Hartplatz (i) | Heinz Günthardt  | Hans Simonsson Mats Wilander       | 6:2, 6:4                |
| 19. | 3. April 1983      | Monte Carlo                         | Sand          | Heinz Günthardt  | Henri Leconte Yannick Noah         | 6:2, 6:4                |
| 20. | 15. Mai 1983       | Hamburg                             | Sand          | Heinz Günthardt  | Mark Edmondson Brian Gottfried     | 7:6, 4:6, 6:4           |
| 21. | 24. Juli 1983      | Hilversum (5)                       | Sand          | Heinz Günthardt  | Jan Kodeš Tomáš Šmíd               | 3:6, 6:2, 6:3           |
| 22. | 24. Februar 1985   | La Quinta                           | Hartplatz     | Heinz Günthardt  | Ken Flach Robert Seguso            | 3:6, 7:6, 6:3           |
| 23. | 7. Juli 1985       | Wimbledon Championships             | Rasen         | Heinz Günthardt  | Pat Cash John Fitzgerald           | 6:4, 6:3, 4:6, 6:3      |
| 24. | 12. Januar 1986    | WCT Doubles Finals (London) (3)     | Teppich (i)   | Heinz Günthardt  | Paul Annacone Christo van Rensburg | 6:4, 1:6, 7:6, 6:7, 6:4 |
| 25. | 23. Oktober 1988   | Wien (2)                            | Teppich (i)   | Alex Antonitsch  | Kevin Curren Tomáš Šmíd            | 4:6, 6:3, 7:6           |
| 26. | 7. Mai 1989        | München (2)                         | Sand          | Javier Sánchez   | Peter Doohan Laurie Warder         | 7:6, 6:3                |

##### Challenger Tour
| Nr. | Datum         | Turnier | Belag | Partner         | Finalgegner               | Ergebnis |
| --- | ------------- | ------- | ----- | --------------- | ------------------------- | -------- |
| 1.  | 31. Juli 1983 | Neu-Ulm | Sand  | Heinz Günthardt | Andrew Jarrett Nick Brown | 6:2, 6:4 |

#### Finalteilnahmen
| Nr. | Datum              | Turnier                     | Belag         | Doppelpartner    | Finalgegner                         | Ergebnis           |
| --- | ------------------ | --------------------------- | ------------- | ---------------- | ----------------------------------- | ------------------ |
| 1.  | 28. Oktober 1973   | Prag                        | Sand          | Róbert Machán    | Jan Kodeš Vladimír Zedník           | 3:6, 6:7           |
| 2.  | 12. Mai 1974       | Florenz (1)                 | Sand          | Róbert Machán    | Paolo Bertolucci Adriano Panatta    | 3:6, 6:3, 4:6      |
| 3.  | 21. Juli 1974      | Kitzbühel                   | Sand          | František Pála   | Iván Molina Jairo Velasco Sr.       | 6:2, 6:7, 4:6, 4:6 |
| 4.  | 2. März 1975       | Rotterdam                   | Teppich (i)   | José Higueras    | Bob Hewitt Frew McMillan            | 2:6, 2:6           |
| 5.  | 2. März 1976       | Florenz (2)                 | Sand          | Péter Szőke      | Colin Dibley Carlos Kirmayr         | 7:5, 5:7, 5:7      |
| 6.  | 18. Juli 1976      | Hilversum (1)               | Sand          | Wojciech Fibak   | Ricardo Cano Belus Prajoux          | 4:6, 3:6           |
| 7.  | 12. Juni 1977      | Brüssel (1)                 | Sand          | František Pála   | Jiří Hřebec Hans Kary               |                    |
| 8.  | 23. Juli 1978      | Båstad                      | Sand          | Péter Szőke      | Bob Carmichael Mark Edmondson       | 5:7, 4:6           |
| 9.  | 15. April 1979     | Monte Carlo                 | Sand          | Víctor Pecci     | Ilie Năstase Raúl Ramírez           | 3:6, 4:6           |
| 10. | 17. Juni 1979      | Brüssel (2)                 | Sand          | Carlos Kirmayr   | Billy Martin Peter McNamara         | 7:5, 5:7, 4:6      |
| 11. | 25. Mai 1980       | Rom                         | Sand          | Eliot Teltscher  | Mark Edmondson Kim Warwick          | 6:7, 6:7           |
| 12. | 14. September 1980 | Palermo                     | Sand          | Víctor Pecci     | Gianni Ocleppo Ricardo Ycaza        | 2:6, 2:6           |
| 13. | 5. Oktober 1980    | Madrid (1)                  | Sand          | Jan Kodeš        | Hans Gildemeister Andrés Gómez      | 6:3, 3:6, 8:10     |
| 14. | 12. Oktober 1980   | Barcelona                   | Sand          | Pavel Složil     | Steve Denton Ivan Lendl             | 2:6, 7:6, 3:6      |
| 15. | 19. Oktober 1981   | Tokio Indoor                | Teppich (i)   | Heinz Günthardt  | Victor Amaya Hank Pfister           | 4:6, 2:6           |
| 16. | 29. November 1981  | Bologna                     | Teppich (i)   | Tomáš Šmíd       | Sammy Giammalva Henri Leconte       | 6:7, 4:6           |
| 17. | 24. Januar 1982    | Mexiko-Stadt                | Teppich (i)   | Tomáš Šmíd       | Sherwood Stewart Ferdi Taygan       | 4:6, 5:7           |
| 18. | 31. Januar 1982    | Delray Beach                | Teppich (i)   | Tomáš Šmíd       | Mel Purcell Eliot Teltscher         | 4:6, 6:7           |
| 19. | 4. April 1982      | Nizza (1)                   | Sand          | Paul McNamee     | Henri Leconte Yannick Noah          | 7:5, 4:6, 3:6      |
| 20. | 2. Mai 1982        | Madrid (2)                  | Sand          | Heinz Günthardt  | Pavel Složil Tomáš Šmíd             | 1:6, 6:3, 7:9      |
| 21. | 25. Juli 1982      | Hilversum (2)               | Sand          | Heinz Günthardt  | Jan Kodeš Tomáš Šmíd                | 6:7, 4:6           |
| 22. | 20. März 1983      | München                     | Teppich (i)   | Heinz Günthardt  | Kevin Curren Steve Denton           | 5:7, 6:2, 1:6      |
| 23. | 24. April 1983     | Bournemouth                 | Sand          | Heinz Günthardt  | Tomáš Šmíd Sherwood Stewart         | 6:7, 5:7           |
| 24. | 13. Mai 1984       | Hamburg (1)                 | Sand          | Heinz Günthardt  | Stefan Edberg Anders Järryd         | 3:6, 1:6           |
| 25. | 12. August 1984    | Indianapolis                | Sand          | Heinz Günthardt  | Ken Flach Robert Seguso             | 6:7, 5:7           |
| 26. | 26. August 1984    | Cincinnati                  | Hartplatz     | Sandy Mayer      | Francisco González Matt Mitchell    | 6:4, 3:6, 6:7      |
| 27. | 28. Oktober 1984   | Wien                        | Hartplatz (i) | Heinz Günthardt  | Wojciech Fibak Sandy Mayer          | 4:6, 4:6           |
| 28. | 7. Januar 1985     | WCT Doubles Finals (London) | Teppich (i)   | Heinz Günthardt  | Ken Flach Robert Seguso             | 3:6, 6:3, 3:6, 0:6 |
| 29. | 5. Mai 1985        | Hamburg (2)                 | Sand          | Heinz Günthardt  | Hans Gildemeister Andrés Gómez      | 6:1, 6:7, 4:6      |
| 30. | 21. Juli 1985      | Washington                  | Sand          | David Graham     | Hans Gildemeister Víctor Pecci      | 3:6, 6:1, 4:6      |
| 31. | 14. August 1988    | St. Vincent                 | Sand          | Paolo Canè       | Alberto Mancini Christian Miniussi  | 4:6, 7:5, 3:6      |
| 32. | 19. Februar 1989   | Mailand                     | Teppich (i)   | Heinz Günthardt  | Jakob Hlasek John McEnroe           | 3:6, 4:6           |
| 33. | 23. April 1989     | Nizza (2)                   | Sand          | Heinz Günthardt  | Ricki Osterthun Udo Riglewski       | 6:7, 7:6, 1:6      |
| 34. | 18. Februar 1990   | Brüssel (3)                 | Sand          | Goran Ivanišević | Emilio Vicario Slobodan Živojinović | 5:7, 3:6           |